# Onthophagus suermelii
Onthophagus suermelii là một loài bọ cánh cứng trong họ Bọ hung (Scarabaeidae).